# Académie Delia

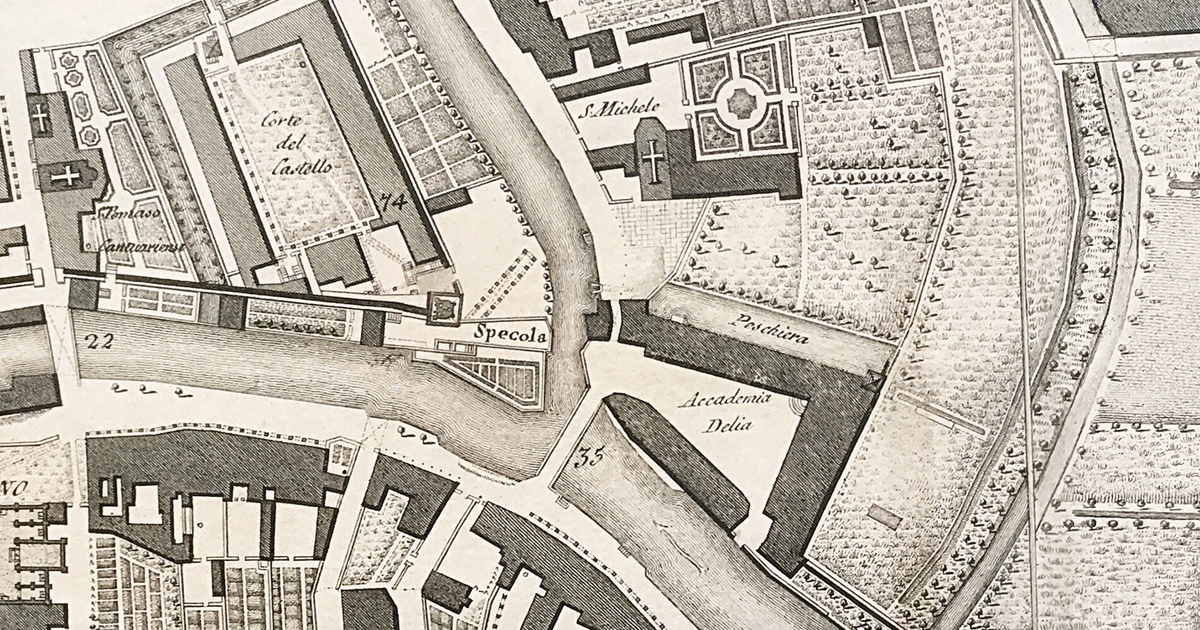
L'Académie Delia dans le plan de Giovanni Valle (1784), détail.

L'Académie Delia, en italien Accademia Delia,  est une académie de chevalerie de Padoue crée en 1608 et qui fonctionna jusqu'en juillet 1801.

## Histoire
L'Académie Delia de Padoue constitue un modèle d'école italienne d'équitation. L'étude des mathématiques y était associée à celle des pratiques de la chevalerie. Malgré des hauts et des bas, cette institution perdura durant deux siècles. Pietro Duodo, qui fut ambassadeur de la république de Venise en France et qui ensuite devint capitaine de Padoue, donna une impulsion décisive à sa création en 1603. Il encouragea l'initiative de vingt nobles de la ville qui voulaient constituer une académie sur le modèle de l'Ascritti, autre académie de la ville. Il le fit certainement pour contrecarrer les conséquences redoutées de l'ouverture de l'académie de Pluvinel à Paris. Les statuts de l'académie prévoyaient un maître d'équitation et un maître d'escrime, et il fut, après discussion, décidé de recruter aussi un mathématicien. 
Un rôle de premier plan dans la vie de l'académie a été joué dès le début par Galileo Galilei, qui, à la demande du Duodo, est appelé à élaborer le programme d'études de la Delia dans un document intitulé Raccolta di quelle cognizioni che à perfetto Cavaliero et Soldato si richieggono, le quali hanno dependenza dalle scienze matematiche.
L'objectif n'était pas seulement de s'exercer aux art de la chevalerie, mais aussi de s'initier aux théories militaires. En plus des éléments essentiels de la géométrie euclidienne, le programme du premier mathématicien de l'académie, Ingoldo Conti, portait aussi sur la géographie, la mécanique, les instruments stratégiques et militaires, l'étude des fortifications, l'utilisation du compas, et même sur un « traité sur les vertus du chevalier et du capitaine ». L'académie avait aussi un but politique en réunissant la turbulente aristocratie vénitienne dans un partenariat qui favorisait une harmonie interne. Elle assurait aussi la reconnaissance des vertus chevaleresques de la noblesse padouane par les chevaliers étrangers, à la fois par l'organisation de joutes et autres manifestations, et en permettant aux cavaliers de bénéficier de cours privatifs. Les bénéficiaires de ces cours étaient principalement les nobles de l'arrière-pays vénitien, mais aussi des Allemands et des Italiens venant d'autres régions.

## Fonctionnement
Au départ , l'Académie était supposée durer cinq ans, mais grâce à Duodo qui lui procura des fonds, elle put continuer à fonctionner. Un bâtiment fut construit pour abriter ses activités. En 1609, le Sénat de Venise lui accorda un penny sur chaque livre provenant des amendes infligées par les autorités de la ville de Padoue. À cette somme s'ajoutaient les contributions annuelles des quelque soixante membres, ce qui lui assurait une confortable rente financière. Dans les premières années, le salaire de son maître d'équitation, supérieur à celui du mathématicien, était aussi important que celui du professeur le plus important de l'université de la ville. Elle était dirigée par une  « banque » composée par un prince, quatre conseillers, un major et un codirecteur qui étaient renouvelés tous les quatre mois et à qui il appartenait, entre autres, de gérer les demandes d'adhésion.
Au fil des ans, l'enthousiasme des membres déclina. Le nombre de soixante membres fut rarement atteint. Très vite, des difficultés économiques apparurent du fait de la diminution progressive des amendes et du retard dans le paiement de leur dû par les académiciens. En 1682, le maître d'équitation, le maître d'escrime et le mathématicien furent licenciés. Dix ans plus tard, le doge Francesco Morosini, en raison de la participation de nombreux nobles de Padoue aux guerres contre les Turcs, ordonna au sénat de Venise d'octroyer un subside de 800 ducats à l'Académie. En 1710, le nombre de membres diminua de nouveau; en 1725, le subside du gouvernement vénitien fut suspendu, puis rétabli deux années plus tard, mais de moitié.
En fait, seuls quelques académiciens pratiquaient l'équitation. En 1612, seul environ un tiers possédait au moins un cheval tandis que les autres utilisaient les trois chevaux d'école que la maître d'équitation était obligé d'entretenir. Les années suivantes, cette situation perdura et dans leurs rapports, les différents princes qui se succédèrent à sa tête, se plaignent du peu de participation des membres. Les académiciens étaient encore moins assidus dans la pratique de l'escrime, malgré le fait que cet art soit l'exercice de chevalerie dans lequel Padoue s'était rendue célèbre. Francesco Ferdinando Alfieri, auteur de traités qui firent le tour de l'Europe, figure parmi les maîtres d'escrime de l'académie,.
Les maîtres d'équitation de l'Académie venaient pour la plupart de villes étrangères, notamment de Naples et de Toscane. Au XVIIe siècle, il y eut huit Napolitains dont deux Santapaulina, le grand-père et le petit-fils, et trois Toscans dont deux Palmieri, le père et le fils. Les exceptions les plus notables à cette règle concernent deux nobles de Padoue, Antonio Capodivacca qui officia de 1622 à 1631, date à laquelle il mourut de la peste, et Duze Buzzacarini qui enseigna de 1718 à 1722. Dans les deux cas, le choix de faire appel à des académiciens fut probablement dicté par le fait qu'ils se satisfaisaient de salaires plus bas que les écuyers étrangers.

## Activités
Parmi les manifestations qu'organisa l'Académie, un grand carrousel avec joutes se tint en 1610 lors duquel 34 académiciens effectuèrent une représentation sur un sujet allégorique avec machinerie, chars et musique. L'année suivante, ils exécutèrent un caracollo à Prato della Valle, la plus grande place de la ville, pour la fête de son saint-patron. De nombreux membres de l'Académie participèrent à la grande cavalcade qui se déroula dans toute la ville pour aller à la rencontre du super-intendant général de continent, Pasqualigo. Il se tint de nombreuses joutes et courses entre 1613 et 1620. En 1636, les académiciens exécutèrent des interludes entre les actes d'une pièce de théâtre, l'Ermiona du marquis Pio Ena Obizzi (1592-1674). En 1638, une nouvelle joute fut organisée, ouverte à la noblesse de Padoue, tandis qu'en 1643, fut jouée une autre invention théâtrale et chevaleresque du marquis Obizzi, L'amor pudico. Petit à petit, ces événements se réduisent à des cavalcades pour la fête de Saint-Antoine.

## Vulgarisation
Deux écuyers de l'Académie publièrent des traités d'équitation parmi les plus importants des traités italiens du genre au XVIIe siècle. Le premier, Discipline del Cavallo con l'uso del piliere publié en 1630, est écrit par le cavalier napolitain Giovanni Paolo d'Aquino qui fut le maître écuyer de l'Académie de 1636 à 1638. Il dresse la technique du pilier simple, caractéristique du dressage du cheval de l'époque. Le second est un ouvrage de Luigi Santapaulina, maître d'équitation à l'Académie Delia de 1692 à 1700 qui publie en 1696 L'Arte del cavallo. Descendant d’une famille d’écuyers napolitains, l'auteur est le petit-fils de Gerolamo Santapaulini qui fut lui-même maitre d’équitation à l’Académie de 1652 à 1654, et le fils de Nicola qui suivit son père à Padoue en qualité d’assistant, puis le quitta pour ouvrir une école d’équitation à Venise. Luigi entra au service de la reine Christine de Suède. Il jouissait d’une réputation d’écuyer si expérimenté que les académiciens de Delia lui proposèrent le poste de maître d’équitation en lui promettant un salaire attractif. La période de son séjour à l’Académie, de 1692 à 1700, correspond à une période de renouveau pour celle-ci qui se concrétisent notamment par des cavalcades spectaculaires en l’honneur du saint-patron de la ville. Cet ouvrage se compose de trois livres. Les deux premiers sont co-écrits avec son père Nicola et sont consacrés à « l'art de maîtriser le cheval à la perfection », tandis que le troisième écrit par Luigi seul est consacré à « comment utiliser le cheval à la guerre et dans les fêtes ». Ce dernier livre, d'un intérêt historique certain, fournit un aperçu complet des jeux équestres au XVIIe siècle .

## Disparition
Au bout de 193 ans, les guerres napoléoniennes et la cession de la république de Venise à l'Autriche firent disparaître l'académie qui fut fermée le 30 juillet 1801.